# 2004年アテネオリンピックの中国選手団
2004年アテネオリンピックの中国選手団（2004ねんアテネオリンピックのちゅうごくせんしゅだん）は、2004年8月13日から8月29日にかけてギリシャの首都アテネで開催された2004年アテネオリンピックの中国選手団、およびその競技結果。

## 概要
今大会は金メダル32個、銀メダル17個、銅メダル14個の合計63個のメダルを獲得した。

## メダル
| メダル | 選手名                         | 競技       | 種目                     |
| ------ | ------------------------------ | ---------- | ------------------------ |
| 金     | 劉翔                           | 陸上       | 男子110mハードル         |
| 金     | 邢慧娜                         | 陸上       | 女子10000m               |
| 金     | 羅雪娟                         | 競泳       | 女子100m平泳ぎ           |
| 金     | 冼東妹                         | 柔道       | 女子52kg以下級           |
| 金     | 滕海浜                         | 体操       | 男子あん馬               |
| 金     | 王旭                           | レスリング | 女子フリースタイル72kg級 |
| 銀     | 朱穎文 徐妍瑋 楊雨 程嘉茹 李季 | 競泳       | 女子4×200m自由形リレー   |
| 銀     | 江永華                         | 自転車     | 女子500mタイムトライアル |
| 銀     | 劉霞                           | 柔道       | 女子78kg以下級           |
| 銅     | 高峰                           | 柔道       | 女子48kg以下級           |
| 銅     | 秦東亜                         | 柔道       | 女子70kg以下級           |
| 銅     | 孫福明                         | 柔道       | 女子78kg超級             |
| 銅     | 李小鵬                         | 体操       | 男子平行棒               |
| 銅     | 張楠                           | 体操       | 女子個人総合             |
| 銅     | 黄珊汕                         | 体操       | 女子トランポリン個人     |
| 銅     | 鄒市明                         | ボクシング | 男子ライトフライ級       |